# گنجوان (چوار)
گنجوان، روستایی در دهستان بولی بخش بولی شهرستان چوار در استان ایلام ایران است. این روستا، مرکز بخش بولی است.

## جمعیت
بر پایه سرشماری عمومی نفوس و مسکن در سال ۱۳۹۵، جمعیت این روستا برابر با ۲۹۲ نفر (۸۰ خانوار) بوده‌است.